# Фодель
Фоде́ль Беллу́а (араб. فُضيل بيلوى‎; род. 6 июня 1978, Мант-ла-Жоли, Париж, Франция), более известный  под псевдонимом Фодель (араб. فضيل‎; фр. Faudel) — французский певец и актёр алжирского происхождения. Известен по сотрудничеству с арабскими певцами Халедом и Рашидом Тахой.

## Биография

### Ранние годы
Родившийся в семье эмигрантов из Алжира в Мант-ла-Жоли, пригороде Парижа, Фодель полюбил музыку и, в частности, жанр раи, благодаря своей бабушке Амарии, выступавшей в группе женщин-музыкантов, которые исполняли песни в данном жанре на свадьбах и праздниках. Амария обучала внука музыке во время летних каникул в Алжире и вскоре Фодель смог в совершенстве ею овладеть.
Самые первые выступления Фоделя проходили на семейных праздниках, на которых он исполнял каверы на известные песни Шеба Мами и Халеда. Благодаря этому Фодель смог получить известность и его выступления начали проходить не только в кругу семьи, но и в различных клубах по всему Парижу. В 13-летнем возрасте Фодель был замечен гитаристом Мохаммедом Местаром, который совсем недавно основал ассоциацию по продвижению творчества начинающих певцов, благодоря чему карьера Фоделя пошла в гору и он начал сотрудничать с известными артистами. В один момент жизни Фодель начал изучать бухгалтерию и металлургию, однако решил оставить их в пользу музыкальной карьеры. Также, из-за возросшей популярности Фодель был вынужден бросить учёбу.

### После приобретения популярности
После этого Фодель начал выпускать свои музыкальные альбомы. Первым из них стал альбом под названием «Baïda» 1997 года, который мгновенно стал чрезвычайно популярен и смог занять 25 строчку в музыкальном чарте French Albums Chart от компании «Syndicat National de l’Édition Phonographique». Также, альбом стал примечателен тем, что именно в нём впервые появилась французская актриса украинского происхождения Ольга Куриленко. 
В 1998 году Фодель объединился с другими певцами, Халедом и Рашидом Тахой, на концерте «1, 2, 3 Soleils», благодаря которому популярность Фоделя только закрепилась во Франции и в Алжире. Спустя два года, в 2000 году, Фодель осуществил своё первое крупное выступление в Соединённых Штатах Америки на Летнем театральном фестивале в Нью-Йорке.
В феврале 2001 года Фодель выпустил свой второй музыкальный альбом под названием «Samra», который занял 27 позицию в чарте French Albums Chart. После этого Фодель выпустил ещё 3 музыкальных албома, каждый из которых смог попасть в топ в чарте French Albums Chart: «Un Autre Soleil» 2003 года (45-е место); «Mundial Corrida» 2006 года (6-е место) и «Bled Memory» 2009 года (93-е место).
В апреле 2018 года, после долгого перерыва, Фодель записал новый трек в сотрудничестве с певцом и автором песен RedOne под названием «All Day, All Night».

### Актёрская карьера
Помимо музыкальной карьеры, Фодель развивает свой актёрский талант. Так, в 2000 году он исполнил одну из главных ролей в комедийно-драматическом фильме «Взмах крыльев мотылька», а в 2005 году он исполнил главную роль в фильме «Баб-эль-Веб».
В 2020 году Фодель принял участие в музыкальном песенном телешоу «Маска — кто ты?», арабской адаптации популярного международного формата «The Masked Singer» на телеканале MBC 1 в костюме Монстра и выбыл в третьем выпуске.

## Дискография

### Музыкальные альбомы
| Название        | Год выхода | Информация                                                               |
| --------------- | ---------- | ------------------------------------------------------------------------ |
| Baïda           | 1997       | - Релиз: 28 октября 1997 - Лейбл: Mercury Records, Universal Music Group |
| Samra           | 2001       | - Релиз: 6 февраля 2001 - Лейбл: Mercury Records, Universal Music Group  |
| Un Autre Soleil | 2003       | - Релиз: 1 января 2003 - Лейбл: Mercury Records                          |
| Mundial Corrida | 2006       | - Релиз: 12 сентября 2006 - Лейбл: Mercury Records                       |
| Bled Memory     | 2009       | - Релиз: 1 января 2009 - Лейбл: Mercury Records                          |

### Концертные альбомы
| Название      | Год выхода | Информация                                      | Примечания                            |
| ------------- | ---------- | ----------------------------------------------- | ------------------------------------- |
| 1,2,3 Soleils | 1999       | - Релиз: 1 января 1999 - Лейбл: Barclay Records | - Совместно с Халедом и Рашидом Тахой |